# Karma Chhoden
Karma Chhoden, född 13 juni 1966, är en bhutanesisk bågskytt. Hon deltog vid olympiska sommarspelen 1984.